# Småbladet buddleja
Småbladet buddleja (Buddleja alternifolia) er en mellemstor, løvfældende busk med en overhængende vækst og lange klaser af lysviolette blomster. Planten bruges en del i haverne som prydbusk.

## Kendetegn
Småbladet buddleja er en mellemstor, løvfældende busk med en overhængende vækst og lange, spinkle hovedgrene. Barken er først lysegrøn og svagt furet med stjernehår. Senere bliver den lyst gråbrun og glat. Gamle grene får efterhånden en bark, som er gråbrun med tynde og afskallende furer. Knopperne er spredt stillede, knudeformede, lyst grågrønne og helt dækkede af grålige hår. Bladene er spredt stillede, lancetformede og dækket af stjernehår og har hel eller rundtakket rand. Oversiden er mørkegrøn, mens undersiden er hvidgrå. Blomstringen foregår i maj-juni, hvor man finder blomsterne samlet i små klynger på korte sideskud på den yderste del af grenene. De enkelte blomster er 4-tallige og (næsten) regelmæssige med lysviolette kronblade. Frugterne er tørre kapsler med vingede frø.
Rodsystemet består af højtliggende, tæt forgrenede hoved- og siderødder. Blomsterne dufter, men ikke så kraftigt som hos andre arter af slægten.
I sit hjemland når busken en højde på 4-5 m. I Danmark ses højder på 2-3 m og en kronediameter på 3-4 m.

## Hjemsted
Småbladet buddleja har sin naturlige udbredelse i det centrale, det vestlige og det nordvestlige Kina, hvor arten findes i krat langs udtørrede floder eller på flodbredder i 1.500 - 4.000 m højde. Her er voksestederne lysåbne med en næringsrig og veldrænet jordbund.
I løss-områderne nord og nordvest for Beijing findes den i åbne skove sammen med bl.a. Hjertetræ, almindelig kejserbusk, perlebusk, bulet dværgmispel, bungefyr, ellebladet røn, håret glansmispel, kinesisk løn, kinesisk poppel, Larix russica, pagodetræ, sibirisk gran, skyrækker, Syringa sweginzowii, vinget benved og østasiatisk birk

## Galleri
|  |  |
|  |  |

## Note
1. ↑  Flora of China: ’’Buddleja alternifolia’’ (engelsk)
2. ↑  Arboretum Main-taunus: Nördliche Zone Chinas Arkiveret 27. marts 2014 hos  Wayback Machine - meget oversigtsmæssig liste, dog med et udbredelseskort, på (tysk)